# Yusuke Hatanaka
Yusuke Hatanaka, nascido em Tóquio a 21 de junho de 1985, é um ciclista japonês membro da equipa Team Ukyo desde 2015.

## Palmarés
2008
- 1 etapa da Jelajah Malaysia

2011
- 1 etapa do Tour de Okinawa

2015
- 2º no Campeonato do Japão em Estrada

2017
- Campeonato do Japão em Estrada